# Zingiber cornubracteatum
Zingiber cornubracteatum là một loài thực vật có hoa trong họ Gừng. Loài này được Pramote Triboun và Kai Larsen miêu tả khoa học đầu tiên năm 2014.

## Mẫu định danh
Mẫu định danh: Triboun P. 3072 thu thập ngày 7 tháng 9 năm 2001 ở cao độ 1.000 m, tọa độ 18°52′32″B 97°57′36″Đ / 18,87556°B 97,96°Đ, rừng thường xanh đồi núi tại Ban Huay Hei, tỉnh Mae Hong Son, miền bắc Thái Lan. Holotype lưu giữ tại Văn phòng Bảo vệ các loại Thực vật ở Băng Cốc, Thái Lan (BK); các isotype lưu giữ tại Đại học Aarhus, Đan Mạch (AAU) và Đại học Khon Kaen ở Khon Kaen, Thái Lan (KKU).

## Phân bố
Loài này có tại tỉnh Mae Hong Son, miền bắc Thái Lan; và Việt Nam. Môi trường sống là những nơi có bóng râm trên đất màu mỡ dọc theo các con suối trong rừng thường xanh đồi núi ở cao độ 800-1.200 m.

## Phân loại
Z. cornubracteatum thuộc tổ Cryptanthium.

## Mô tả
Cây thân thảo mọc thành búi rậm rạp. Thân rễ dày, màu kem đến nâu nhạt. Chồi lá mọc thẳng đứng, cao 1,8-2,6 m, với 20-23 lá. Các bẹ lá màu nâu, nâu hạt dẻ và xanh lục ở phần dưới. Phiến lá dạng giấy, hình trứng đến hình mác, 44-47 × 11–18 cm, đỉnh hình đuôi (lá non) đến nhọn thon (lá già), đáy hình nêm (lá non) đến tù (lá già), mặt trên nhẵn nhụi, đốm màu nâu mặt dưới, thưa lông. Cuống lá dài 2-2,5 cm (dài dưới 1,5 cm ở các lá phía trên). Lưỡi bẹ 2 thùy; thùy dài ~4 mm, hơi cắt cụt, có lông nhung. Cụm hoa từ gốc với cuống cụm phủ phục, dài 18–22 cm, phần dưới chìm trong lòng đất với 8-10 bẹ, thuôn dài, 5-7,5 × 1,7-2,4 cm. Cành hoa bông thóc hình thoi hoặc nón ngược, ~7,5 × 5–8 cm, với 20-60 lá bắc hoa. Lá bắc thuôn dài, đáy thon búp măng, 5-10 × 2,8 cm, các lá bắc trên hình chùy và thon nhỏ dần, ~4,2 × 1,4 cm, đỉnh uốn ngược với chóp thò ra và cong vào như hình móc câu, màu đỏ cam, có lông tơ. Lá bắc con thuôn dài, 3,3-3,7 × ~0,9 cm, có lông tơ, đỉnh cắt cụt, có lông và răng cưa nhỏ không đều, đáy màu kem,  phần trên màu đỏ. Đài hoa hình ống, dài 2,2-2,5 cm, có lông tơ; các thùy dài 1,1-1,2 cm, có lông ở đỉnh. Ống tràng hoa dài ~5,2 cm, màu vàng nhạt, có lông tơ; các thùy màu đỏ; thùy tràng lưng 3,3–3,5 × 1,1-1,2 cm; các thùy tràng bên 3,4-3,7 × 0,6 cm. Cánh môi dài ~2,5 cm, màu đỏ có hoặc không đốm màu kem; thùy giữa ~1,4 × 1,3 cm, có khía răng cưa, chóp 2 thùy; các thùy bên ~2 × 2–3 mm. Bao phấn ~1,5 × 0,45 cm; chỉ nhị dài 3–4 mm; phần phụ dài 1,6-1,7 cm, màu đỏ tươi hoặc màu kem ở đáy, chóp chẻ đôi. Bầu nhụy có lông nhung. Noãn 9-14 mỗi ngăn. Quả nang hình trứng ngược đến thuôn dài, ~2,8 × 2,3-2,4 cm, với lá bắc con cùng phát triển, dài ~3,7 cm, với đài hình ống bền dài ~2,6 cm. Hạt màu hồng nhạt với đỉnh màu đỏ khi non chuyển thành đỏ ánh nâu, 9–14 hạt mỗi ngăn. Ra hoa tháng 7-9, thời gian nở hoa 11h trưa đến 3h chiều, tạo quả tháng 9-11.